# اگنس اوبل
اگنس اوبل (انگلیسی: Agnes Obel؛ زادهٔ ۲۸ اکتبر ۱۹۸۰) موسیقی‌دان اهل دانمارک است. وی از سال ۲۰۰۹ میلادی تاکنون مشغول فعالیت بوده‌است.